# تایرا سانچز
تایرا سانچز (به انگلیسی: Tyra Sanchez) با نام اصلی جیمز ویلیام راس چهارم (به انگلیسی: James William Ross IV) (زاده ۲۲ آوریل ۱۹۸۸) زن‌پوش آمریکایی است.